# Walpole (Suffolk)
Pour les articles homonymes, voir Walpole.
Walpole est un village et une paroisse civile du Suffolk, en Angleterre.